# Ptilinopus chalcurus
El tilopo de la Makatea o tilopo de Makatea (Ptilinopus chalcurus) es una especie de ave columbiforme Columbidae de la familia endémica de la Polinesia francesa.  

## Descripción
El tilopo de la Makatea mide alrededor de 20 cm de largo. Su plumaje es principalmente verde. Su cabeza, cuello y pecho son de color gris verdoso claro, salvo una prominente mancha morada que ocupa la frente y la parte frontal del píleo. El resto de sus partes inferiores son de color amarillo claro con tonos anaranjados en la parte frontal. Presenta los bordes de las plumas de las alas amarillo.

## Distribución y hábitat
Se encuentra únicamente en las selvas tropicales de la isla Makatea, del archipiélago Tuamotu, perteneciente a la Polinesia francesa. Está amenazado por la pérdida de hábitat.